# Хімічний склад річкових вод України
Хімічний склад річкових вод України - вміст розчинених у річкових водах України хімічних речовин: головних іонів, мінералізації води, біогенних речовин тощо.

## Загальні положення
За своїм впливом чинники, які визначають формування хімічного складу природних вод, поділяються на такі групи:
- фізико-географічні (рельєф, клімат, вивітрювання, ґрунтовий покрив);
- геологічні (склад гірських порід, тектонічна будова, гідрогеологічні умови);
- фізико-хімічні (хімічні властивості елементів, кислотно-лужні та окисно-відновні умови, змішування вод і катіонний обмін);
- біологічні (життєдіяльність живих організмів і рослин);
- антропогенні (штучні) – всі чинники, пов'язані з діяльністю людини, які впливають, в основному на якість води.

Умови формування хімічного складу річкових вод України залежать від співвідношення та послідовності прояву вказаних чинників, які також впливають на якість води (особливо в південній частині України), що виявляється під час гідрохімічних та гідрологічних досліджень.

## Річки зони мішаних лісів
Річкові води цієї зони повсюдно гідрокарбанатно-кальцієві з середньою мінералізацією, яка змінюється від 164 мг/дм³ у басейнах Ужа та Уборті до 354  мг/дм³ у басейні Десни. 
Максимальна мінералізація (584 мг/дм³) відзначається у воді Західного Бугу.

## Річки лісостепової зони
Серед аніонів у річкових водах зони переважають гідрокарбонатні іони (клас води гідрокарбонатний). 
За переважаючими катіонами виділяються групи: 
кальцієва (басейн Дністра і верхня частина Західного Бугу, верхів'я Стира, Горині, Случа); 
кальцієво-магнієва (верхні притоки Південного Бугу, правобережні та лівобережні притоки Дніпра.
Води річок басейнів Псла і Ворскли гідрокарбонатно-сульфатні кальцієво-натрієві. Середня мінералізація води  змінюється від 323 мг/дм³ до 571 мг/дм³.
У цілому, спостерігається закономірність - збільшення мінералізації води, абсолютного і відносного вмісту іонів натрію та сульфатів з північного заходу на південний схід з максимумом у басейні Дністра (732 мг/дм³).

## Річки степової зони
Води гідрокарбонатно-сульфатного класу належать до вододільного простору Дніпро - Дністер, а також до річок басейну Сіверського Дінця. Ці води найменш мінералізовані (708-799 мг/дм³), серед катіонів тут переважає кальцій.
У річках Приазов'я переважають сульфатно-хлоридні води змішаного катіонного складу з високою мінералізацією, яка може досягати 3000-4000 мг/дм³ (річки Молочна, Обіточна, Кальчик), що значно перевищує вміст солей у прісних водах та гранично допустимі концентрації (ГДК) для джерел питного водопостачання.
Висока мінералізація води (1500-2500 мг/дм³) характерна для приток нижньої частини Дніпра (Оріль, Самара, Вовча, Конка, Інгулець). Склад води тут хлоридно-сульфатно-гідрокарбонатний натрієво-кальцієвий.

## Річки гірських країн
Річки Українських Карпат  мають води яскраво вираженого гідрокарбонатного кальцієвого складу, порівняно невеликої мінералізації (150-250 мг/дм³).
Річки Криму  мають води, в основному, гідрокарбонатного кальцієвого складу з  мінералізацєю 300-400 мг/дм³ (за виключенням р. Салгир, в якій мінералізація води може значно перевищувати 1000 мг/дм³.

## Гідрохімічна зональність та якість річкових вод
За хімічним складом річкових вод рівнинної частини України спостерігається чітка гідрохімічна зональність, яка стосується малих та середніх річок, водозбори яких відображають місцеві природні умови - зростання мінералізації води з північного заходу на південний схід - від 150-300 мг/дм³ для деяких річок Полісся до 3000-4000 мг/дм³ для деяких річок Приазов'я. Відповідно, так само зростає і твердість води - від 2-3 ммоль/дм³ до 15-30 ммоль/дм³.  У південних річках спостерігається незадовільна якість води за рахунок природних чинників - значне перевищення даних показників для прісних вод та ГДК для джерел питного водопостачання.
Гідрохімічна зональність спостерігається незалежно від напрямку течії річок і добре узгодується з межами фізико-географічних зон.
У зоні мішаних лісів поширені прісні річкові води гідрокарбонатні кальцієві, у західних областях лісостепової зони - прісні гідрокарбонатні кальцієві, які з просуванням на схід поступово переходять у гідрокарбонатні кальцієво-магнієві. 
Біля межі із степовою зоною в їх складі помітне місце починають займати сульфати. В степовій зоні переважають сульфатно-хлоридні води змішаного катіонного складу.
У гірських країнах (Українські Карпати та Крим) гідрохімічна зональність, практично, не прослідковується, води річок прісні гідрокарбонатні кальцієві.
Хімічний склад великих річок - азональний, вода у них прісна, з мінералізацією значно нижчою 1000 мг/дм³.